# Sint-Petruskerk (1836, Leiden)
De Sint-Petruskerk was een rooms-katholieke kerk aan de Langebrug in de Nederlandse stad Leiden. 
De kerk werd in 1835-1836 in neoclassicistische stijl gebouwd. De architect was Theo Molkenboer, die in dezelfde periode ook de Hartebrugkerk in Leiden ontwierp. De plechtige inwijding van de Sint-Petruskerk vond plaats op 28 juli 1836 door C.L. de Wijkerslooth, titulair bisschop van Curium (Cyprus).
Op 25 juli 1933 werd de kerk door brand verwoest. Ter vervanging werd in 1934-1936 een nieuwe Sint-Petruskerk gebouwd in de Professorenwijk-West aan de Kamerlingh Onneslaan, later Lammenschansweg. Op de oorspronkelijke locatie aan de Langebrug stond tot 2014 een brandweerkazerne, waarin een deel van de gevel van de Petruskerk was behouden. In de niet gesloopte brandslangendroogtoren, die in 2017 als kantoor in gebruik werd genomen, bevindt zich nog één venster van de afgebroken zijkapellen van de kerk.
In 2016 is op deze locatie een complex met 216 studentenwoningen gebouwd. In een van de gevels is met nieuwe materialen het gevelbeeld van de voormalige kerk teruggebracht.

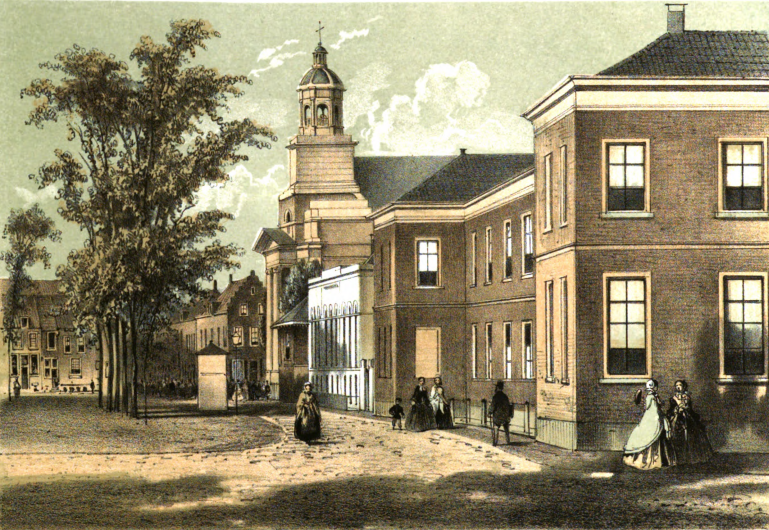
De Petruskerk in 1859
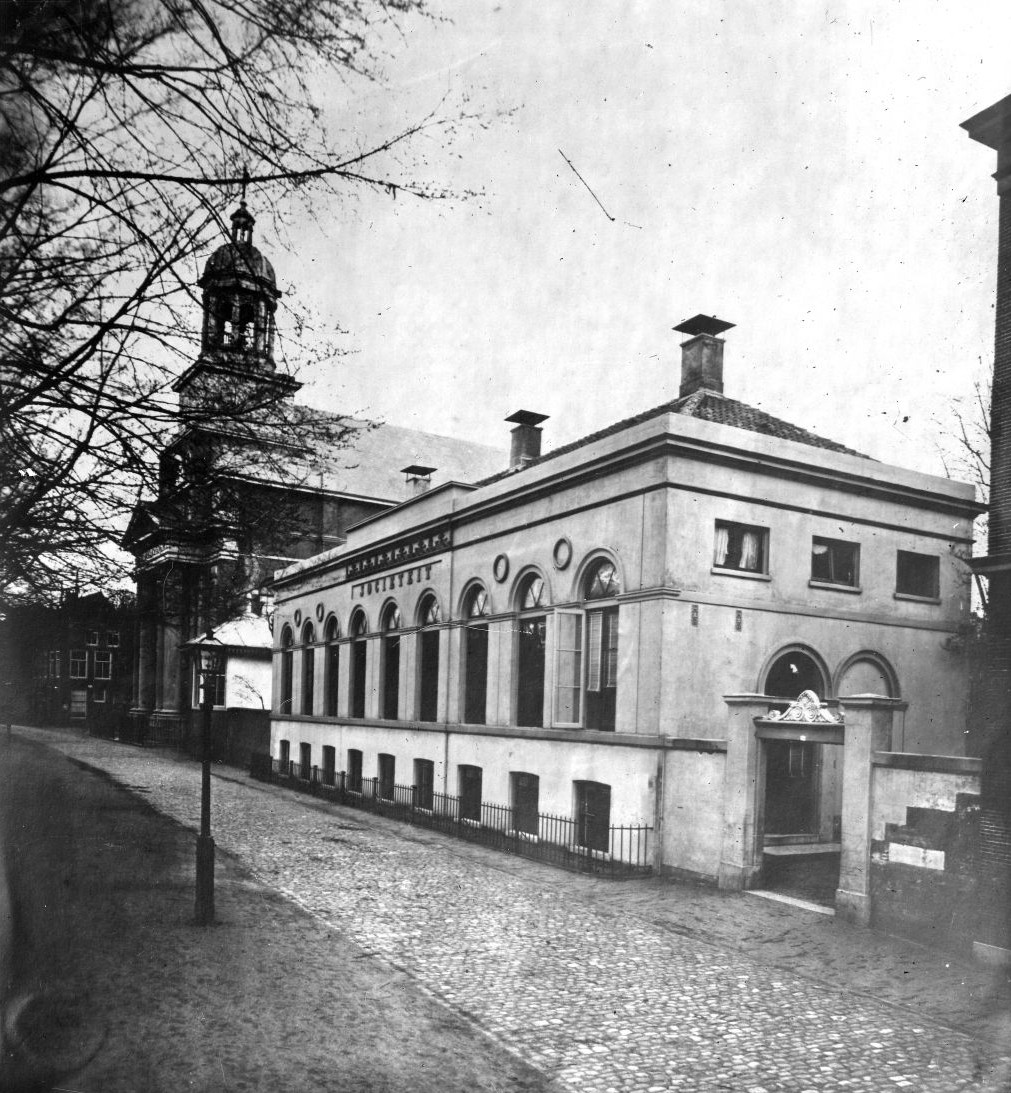
De Langebrug met de Petruskerk in 1880
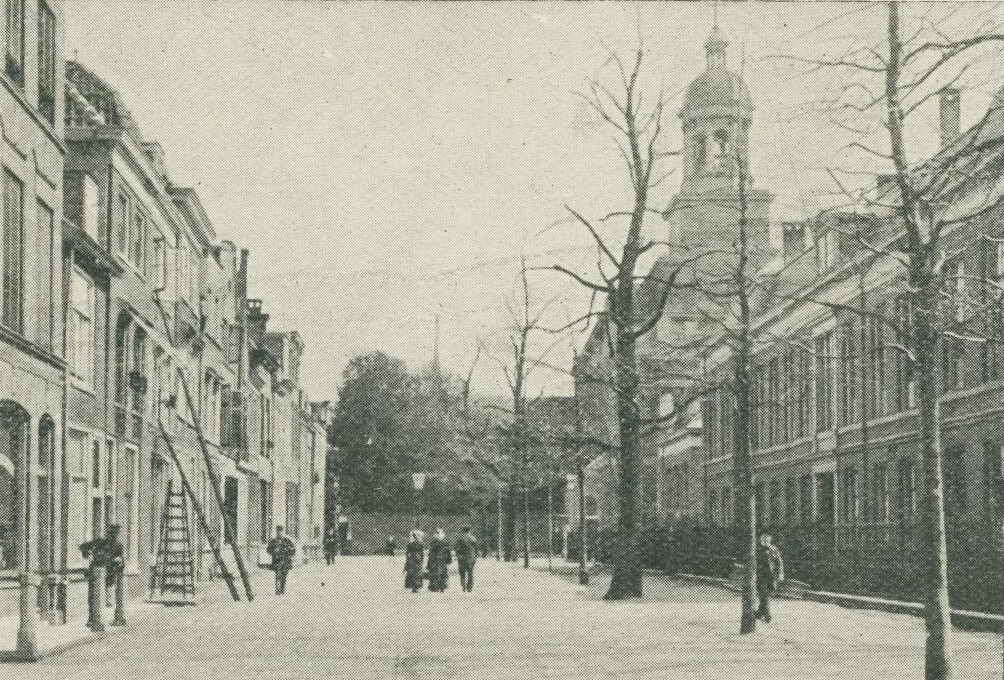
Gezicht in de Zonneveldstraat met rechts de St. Petruskerk. Ca. 1904-1905.
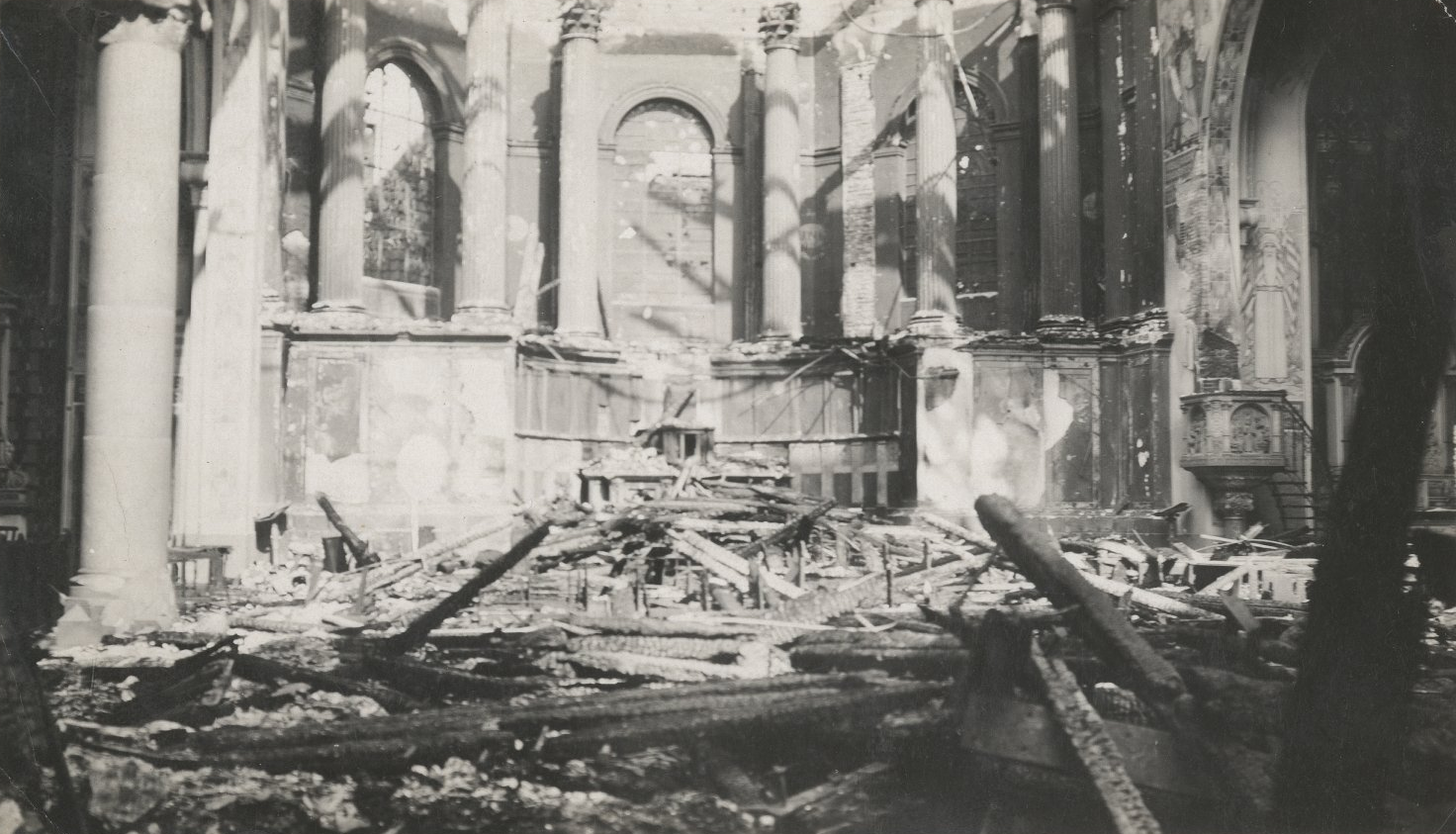
Gezicht op het interieur van de St. Petruskerk aan de Langebrug, na de brand van 25 juli 1933.